# غيتار هيرو 3: اساطير الروك
غيتار هيرو 3: اساطير الروك (بالإنجليزية: Guitar Hero III: Legends of Rock)‏ هي لعبة فيديو موسيقى إيقاعية وضعتها نيفرسوفت ونشرتها أكتيفيسون. إنها الدفعة الرئيسية الثالثة في سلسلة غيتار هيرو. إنها اللعبة الأولى في السلسلة التي طورتها نيفرسوفت بعد استحواذ  أكتيفيسون على ريدأوكتين وإم تي في بشراء هارمونيكس ميوزيك سيستمز، استوديو التطوير السابق للسلسلة. تم إصدار اللعبة في جميع أنحاء العالم من أجل بلاي ستيشن 2 وبلاي ستيشن 3 ووي وإكس بوكس 360 في أكتوبر 2007، مع مساعدة بودكات كريشنز لـ نيفرسوفت في تطوير منفذ بلاي ستيشن 2 وفكيريوس فيجينز تطويره فقط على منفذ وي على التوالي. قامت أسباير بنشر إصدارات مايكروسوفت ويندوز وماك أو إس من اللعبة، وأصدرتها لاحقًا في عام 2007.
غيتار هيرو 3: اساطير الروك يحتفظ بطريقة اللعب الأساسية من الألعاب السابقة في سلسلة غيتار هيرو، حيث يستخدم اللاعب وحدة تحكم على شكل الغيتار لمحاكاة العزف على أجزاء الغيتار الرصاص والباس والإيقاع في أغاني الروك من خلال اللعب في الوقت المناسب تمرير الملاحظات على الشاشة. تتضمن اللعبة، بالإضافة إلى أوضاع المهنة الحالية للاعب واحد، وضع Co-Op Career الجديد والتحديات التنافسية التي تضع اللاعب في مواجهة الشخصيات داخل اللعبة واللاعبين الآخرين. غيتار هيرو 3: اساطير الروك هي أول لعبة في السلسلة تتضمن ميزة متعددة اللاعبين عبر الإنترنت، والتي يتم تمكينها في إصدارات  بلاي ستيشن 3 و وي و إكس بوكس 360. في البداية، تقدم اللعبة أكثر من 70 أغنية، معظمها مسارات رئيسية. تتميز إصدارات  بلاي ستيشن 3 وإكس بوكس 360 بإمكانية تنزيل أغانٍ إضافية. يظهر الموسيقيان توم موريلو (من فرقتي ريج أغينست ذا ماشين واوديوسلاف) و سلاش (من غنز آن روزز و فيلفيت ربفولفر) كمعارضين في معركة الغيتار وشخصيات قابلة للعب في اللعبة. تتضمن إصدارات لاي ستيشن 3 و  إكس بوكس 360 و  مايكروسوفت ويندوز  أيضًا بريت مايكلز (من السم) كشخصية غير قابلة للعب.
أشاد النقاد والمعجبون باللعبة، لكن المراجعين لاحظوا اختلافًا في أسلوب اللعبة مقارنة بالأقساط السابقة، وربطوها بأنها أول محاولة تطوير لـ  نيفرسوفت مع السلسلة. غالبًا ما يُستشهد باللعبة على أنها صعبة للغاية، مما يؤدي إلى إنشاء «جدران من الملاحظات» يصعب إكمالها، وأدت إلى تغييرات في وضع الملاحظات للألعاب المستقبلية في السلسلة. وفقًا لـ أكتيفيسون، فإن غيتار هيرو 3: اساطير الروك هي لعبة الفيديو الأكثر مبيعًا لعام 2007، سواء من حيث الوحدات المباعة والإيرادات المكتسبة، وأنها أول لعبة فيديو فردية للبيع بالتجزئة تتجاوز مبيعاتها مليار دولار. زعمت الشركة أيضًا أنها ثاني أفضل ألعاب الفيديو مبيعًا منذ عام 1995، بعد وي بلاي، وهي واحدة من أفضل ألعاب الطرف الثالث مبيعًا المتاحة لجهاز وي.

## اللعب
طريقة اللعب في غيتار هيرو 3: اساطير الروك مشابهة للعناوين السابقة في السلسلة. يقوم اللاعب بضرب الملاحظات أثناء التمرير نحو أسفل الشاشة في الوقت المناسب مع الموسيقى للحفاظ على أدائهم وكسب النقاط. لضرب النوتات الموسيقية باستخدام وحدة تحكم الجيتار، يضرب اللاعب شريط مداعبة أوتار الآلة الموسيقية أثناء الضغط باستمرار على أزرار الحنق الملونة المقابلة. إذا كان اللاعب يستخدم وحدة التحكم القياسية بدلاً من وحدة التحكم في الجيتار، فيجب الضغط على الأزرار الصحيحة، ولكن لا يلزم اللاعب أن يداعب أوتار الآلة الموسيقية. يمكن الحفاظ على الملاحظات، والتي يتم خلالها الضغط على زر الحنق حتى تكتمل النوتة الموسيقية، ويمكنها أيضًا تكوين وتر من 2 إلى 4 نغمات. تحاكي اللعبة المطرقة والسحب للأقسام بسلسلة سريعة من الملاحظات، مما يسمح للاعب بالتخلي عن العزف على الملاحظات المحددة بشكل خاص. يؤدي فقدان ملاحظة إلى انخفاض مقياس الأداء. عندما ينخفض العداد بشكل كبير، يفشل اللاعب في الأغنية، ويمثلها في اللعبة الفرقة التي تطلق صيحات الاستهجان خارج المسرح. تكسب سلسلة من 10 ملاحظات صحيحة متتالية مضاعفًا لزيادة درجة اللاعب، والتي يمكن أن تحدث حتى أربع مرات. يمكن استخدام الأقسام الخاصة، المميزة بملاحظات مميزة بنجمة، لبناء ستار بور. عندما يكون لدى اللاعب ما يكفي من ستار بور، يمكنه تنشيطه ومضاعفة مضاعف التسجيل إما عن طريق إمالة وحدة التحكم في الجيتار عموديًا أو بالضغط على زر معين على وحدة التحكم. أثناء تمكين ستار بور، يزداد مقياس الأداء بسرعة أكبر عند النقر على نغمة صحيحة، وتقل عقوبة الملاحظات المفقودة. يحتوي غيتار هيرو 3: اساطير الروك على أربعة مستويات صعوبة: سهل، والذي يستخدم ثلاثة من أزرار الحنق؛ متوسط، والذي يستخدم أربعة من أزرار الحنق؛ الصعب، والذي يستخدم جميع الأزرار الخمسة؛ والخبير، الذي لا يضيف أزرار تأكل جديدة، ولكنه يزيد من عدد الملاحظات والصعوبة العامة.
أثناء الأغنية، ستعمل الصور الرمزية للفرقة الافتراضية، بما في ذلك شخصية واحدة حددها المشغل، في الوقت المناسب على الموسيقى، والاستجابة بشكل مناسب لإطلاق ستار بور أو فشل أغنية. يحتوي غيتار هيرو 3: اساطير الروك على مجموعة من ثلاثة عشر شخصية، والتي يمكن للاعب تخصيصها بشكل أكبر باستخدام جلود غيتار بديلة وأزياء المسرح باستخدام الأموال المكتسبة من العروض الناجحة في اللعبة. يمكن للاعب الوصول إلى شخصيات اللعبة الثلاثة الرئيسية توم موريلو، سلاش، ولو ديفيل، كما أحرف للعب مرة واحدة أن يكونوا قد أكملوا معارك بوس كل منها في وضع التقدم. على الرغم من ظهور بريت مايكلز في اللعبة ويغني أغانٍ معينة، إلا أنه ليس شخصية قابلة للعب في اللعبة.

### وضع التقدم
يتميز الوضع السريع للاعب واحد في غيتار هيرو 3: اساطير الروك بـ 8 مستويات مع إجمالي 42 أغنية. داخل كل طبقة، يكمل اللاعب عددًا من الأغاني، ويعتمد الرقم على مستوى الصعوبة المحدد، قبل أن يُعرض عليهم أداء متجدد لأغنية إضافية واحدة ويكمل المستوى. بعد اكتمال الطبقة، يتم تقديم طبقة جديدة. يتضمن غيتار هيرو 3: اساطير الروك معارك رئيس في الوضع التقدم استنادًا إلى وضع معركة متعددة اللاعبين في اللعبة؛ في ثلاث نقاط خلال الوضع التقدم، يجب على اللاعب التنافس ضد شخصية رئيسه للتقدم. تربح كل أغنية مكتملة بنجاح أموالاً داخل اللعبة يستخدمها اللاعب في متجر اللعبة لفتح شخصيات جديدة، وأزياء، وقيثارات، وتشطيبات، وأغاني إضافية، ومقاطع فيديو. بالإضافة إلى ذلك، يؤدي إكمال أغنية في الوضع التقدم إلى فتحها للعب في جميع أوضاع اللعبة الأخرى.
غيتار هيرو 3: اساطير الروك هي أول لعبة في السلسلة تعرض قصة لوضع التقدم، تم تصويرها من خلال مشاهد رسوم متحركة متحركة بين الأماكن التي تنتجها استديوهات كريس برينوسكي [الإنجليزية]. تبدأ الفرقة كإحساس حي، وبعد توقيع عقد تسجيل مع منتج موسيقي مشبوه يدعى لو أنفيرنو، اكتسبت شهرة عالمية، وأدت عروضها في أماكن حول العالم. ومع ذلك، عندما تحاول الفرقة فسخ العقد، يكشف لو أنفيرنو عن نفسه بأنه الشيطان، وعقد التسجيل هو في الواقع عقد لأرواحهم. يجبر «لو» الفرقة على اللعب ضده في العالم السفلي في «لو أنفيرنو»، لكن الفرقة قادرة على النجاح، مما أجبر لو على إنهاء العقد. تعود الفرقة إلى عالم البشر باسم «اساطير الروك».
يمكن للاعبين اللذين يستخدمان نفس وحدة التحكم المشاركة في وضع Co-Op Career، مع لاعب واحد على الغيتار الرئيسي والآخر على الغيتار الجهير أو الإيقاع حسب الأغنية. هناك ستة مستويات من الأغاني التي يكملها اللاعبون بنفس طريقة وضع اللاعب الفردي الوظيفي. الأغنية الظهور لكل مستوى هي فريدة من نوعها في وضع Co-Op Career. لا توجد معارك زعماء في هذا الوضع. تصور قصة الرسوم المتحركة Co-Op المطرب وعازف الطبال الذين يبحثون عن عازف جيتار وعازف جيتار. بعد الأداء الأول، قرر عازف الدرامز عمل فيديو للفرقة. يساعد الفيديو في تعزيز شعبية الفرقة، وسرعان ما يكسبون أزعجًا في اليابان. الفرقة مجبرة على التوقف لمدة ثلاثة أشهر لتسوية خلافاتهم في الرأي حول مستقبل الفرقة. أدى أداء عودتهم إلى إشعال حريق في الحي ووضع الفرقة في السجن. يصل «لو» ويعرض على الفرقة تحريرها من السجن إذا قدموا عروضهم للنزلاء. ومع ذلك، بعد أدائهم، وجدت الفرقة نفسها في لو أنفيرنو، وتضطر إلى تقديم عرض حي للعالم السفلي من أجل العودة إلى عالم البشر.

### متعددة
تتميز إصدارات أكس بوكس 360 و بلاي ستيشن 3 و وي من غيتار هيرو 3: اساطير الروك باللعب التنافسي عبر الإنترنت، حيث يمكن للاعب التنافس ضد مستخدم آخر من خلال خدمة شبكة وحدة التحكم. هناك ثلاثة أوضاع للعب عبر الإنترنت، فيس أوف، و برو فيس أوف، و طور المعركة. تحديات فيس أوف هي أوضاع هجوم النتيجة المقدمة في غيتار هيرو 2 حيث يحاول لاعبان الحصول على أفضل نتيجة لأغنية معينة ؛ في تحدي فيس أوف القياسي، يمكن للاعبين تحديد مستويات صعوبة مختلفة، بينما تتطلب برو فيس أوف من اللاعبين اللعب بنفس الصعوبة.
وضع المعركة في غيتار هيرو 3: اساطير الروك هو وضع تنافسي بين لاعبين إما محليًا أو عبر اللعب عبر الشبكة. يتنافس لاعبان ضد بعضهما البعض ويحاولان جعل خصمهما يفشل أو يخسر من خلال لعب تسلسلات معركة القوة بنجاح، والتي تحل محل أقسام ستار بور، لكسب هجمات يمكن استخدامها ضد الخصم. يمكن للاعبين تخزين ما يصل إلى ثلاث هجمات في وقت واحد، وإطلاقها باستخدام نفس الأساليب المستخدمة لتشغيل ستار بور في طريقة اللعب العادية. قد يجعل التأثير الناتج الأغنية أكثر صعوبة على اللاعب الآخر عن طريق إضافة ملاحظات إضافية أو عرض مسارات الأحجار الكريمة جزئيًا، أو قد يجبر الخصم على أداء إجراءات خاصة لمسح التأثير، مثل الضغط على زر الحنق لأسفل بشكل متكرر استجابة لتأثير أوتار الغيتار المكسور. إذا فشل اللاعب في الأغنية، يفوز اللاعب الآخر. إذا فشل أي من اللاعبين في الأغنية، فإنهم يتنافسون في مقطع الموت المفاجئ، حيث تكون قوى المعركة الوحيدة التي يمكن تحقيقها هي هجمات استنزاف الموت، مما يجعل الخصم يفشل حتماً عن طريق استنزاف مقياس الصخور الخاص به.

### التحكم

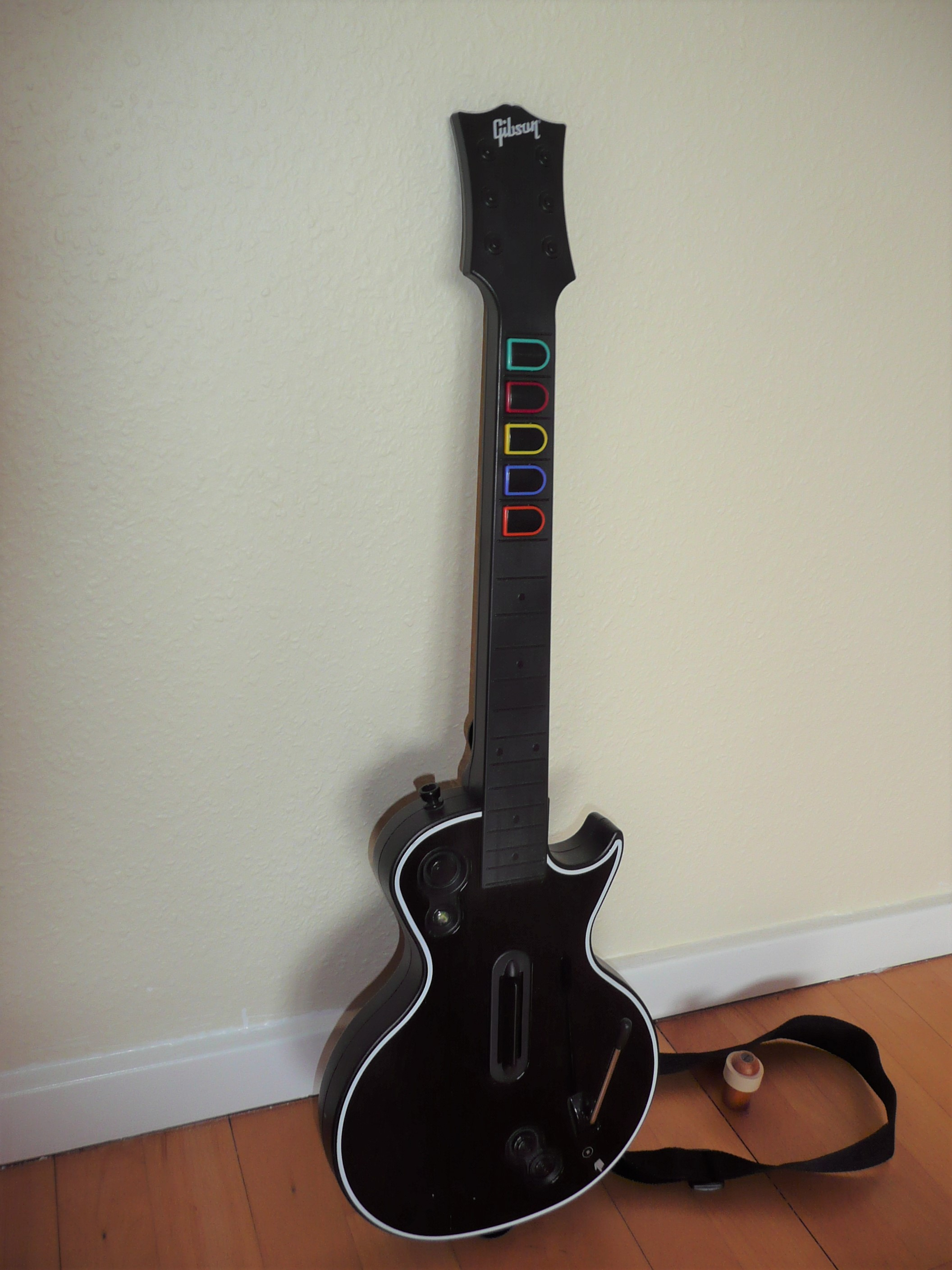
وحدة تحكم الغيتار لس بول لجهاز إكس بوكس 360

تم تجميع غيتار هيرو 3 مع وحدات تحكم غيتار لاسلكية مطورة حديثًا لإصدارات وحدة التحكم، على الرغم من إمكانية استخدام وحدات التحكم السابقة من ألعاب غيتار هيرو الأخرى. صرح لي جوينشارد، نائب رئيس ريد أوكتن للأجهزة، أن وحدات التحكم اللاسلكية كانت «الاعتبار الأول والأهم» للعبة. تم تصميم إصدار إكس بوكس 360 وبلاي ستيشن 3 من وحدة التحكم على غرار غيتار لس بول الأسود، مع لوحات الوجه التي يمكن تبديلها. يتطلب إصدار بلاي ستيشن 3 دونجل لتحقيق الإمكانات اللاسلكية. إصدار وي هو أيضًا تصميم لس بول [الإنجليزية]، ولكنه يتميز بفتحة خاصة لإدخال وي ريموت فيه. تسمح هذه الفتحة للعبة بتقديم العديد من الميزات الحصرية لوحدة التحكم، مثل استخدام مكبر الصوت الداخلي والدمدمة على جهاز التحكم عن بُعد لتقديم ملاحظات حول الملاحظات المفقودة و ستار بور. يعتمد غيتار بلاي ستيشن 2 على نموذج قيثارات كرامر، ويستخدم أيضًا دونجل لتحقيق الوظائف اللاسلكية. تتميز جميع الطرز برقبة غيتار قابلة للفصل تجعل من السهل نقل وحدة التحكم. تم تجميع إصدارات الكمبيوتر الشخصي و ماك من اللعبة مع نفس طراز جيبسون إكس بلورر المستند إلى يو إس بي والذي تم شحنه مع غيتار هيرو 2.

## التطوير

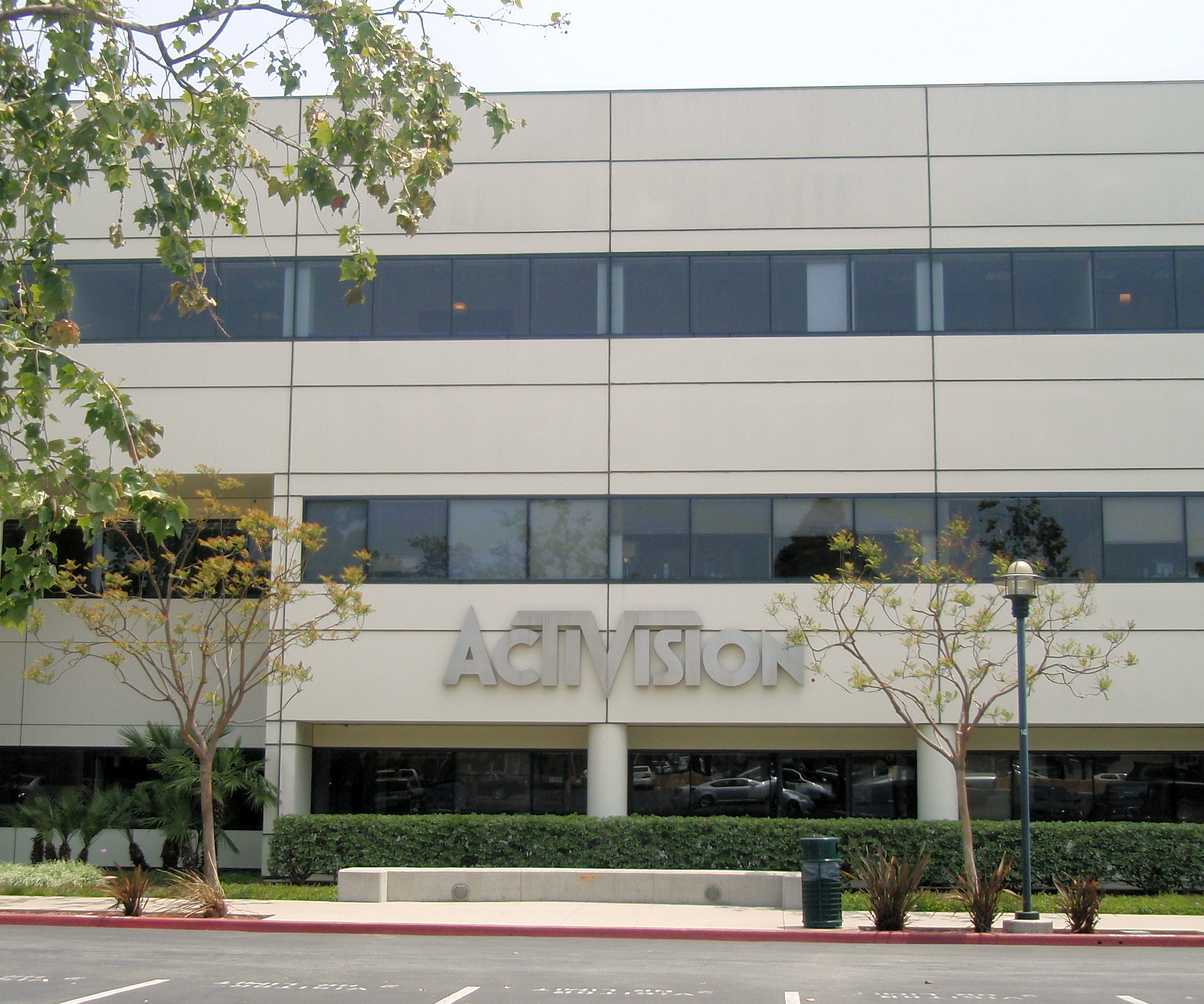
نتيجة لشراء أكتيفجن لـ ريد أوكتن، تم نشر غيتار هيرو 3: اساطير الروك بواسطة أكتيفجن.

تم شرء ريدأوكتين في عام 2006 بـ 100 مليون دولار أمريكي من قبل أكتيفيجن لتحقيق «موقف القيادة في وقت مبكر في الألعاب القائمة على الموسيقى». في سبتمبر من ذلك العام، استحوذت إم تي في على هارمونيكس، مطور جميع ألعاب غيتار هيرو حتى تلك اللحظة؛ سيؤدي هذا الشراء لاحقًا إلى تطوير سلسلة ألعاب الموسيقى المنافسة، فرقة روك. بدون توفر هارمونيكس، اختارت أكتفيجن شركة نيفرسوفت لتطوير غيتار هيرو 3: اساطير الروك. صرح رئيس نيفروسوفت جويل جيويت أن شركته طُلب منها تطوير اللعبة بسبب محادثة أجراها جيويت مع مؤسسي ريدأوكتين كاي وتشارلز هوانغ في مؤتمر E3 لعام 2006، حيث ذكر جيويت كيف ساعدت لعبة غيتار هيرو الأولى في تقليل التوتر في نيفروسوفت مكاتب خلال مشروع توني هوك 8 [الإنجليزية]. بعد عدة أشهر، اتصل هوانغس بـ جيويت، وسأل عما إذا كان نيفروسوفت يريد العمل على غيتار هيرو 3: اساطير الروك. اعترف داستي ويلش، رئيس قسم النشر في ريدأوكتين، أن نيفروسوفت لديها «سجل حافل مدته 10 سنوات لإطلاق لعبة كل عام وظهورها في أعلى المخططات» وشعرت أن مجموعة التطوير «جلبت إحساسًا أفضل وأعمق بالموسيقى الحساسيات»للسلسلة. على الرغم من الخبرة المكتسبة من الألعاب السابقة، علق آلان فلوريس، رئيس التطوير في نيفروسوفت، على أن اللعبة كانت «بسيطة بشكل مخادع» وأن الأمر استغرق الكثير من العمل لفريقهم المكون من 30 شخصًا لإعادة إنشاء طريقة اللعب لـ غيتار هيرو 3. على الرغم من أنهم «أرادوا نقل تجربة غيتار هيرو إلى المستوى التالي» من خلال إضافة أدوات إضافية بنفس طريقة فرقة روك، فقد اختاروا التركيز على إتقان أسلوب اللعب على الغيتار. في عام 2010، صرح الرئيس التنفيذي لشركة أكتفيجن بوبي كوتيك أنهم يعتقدون أن نيفروسوفت ستساعدهم على تطوير ألعاب رائعة للمسلسل، ولكنهم منذ ذلك الحين تأسف لفشلهم في البحث عن هارمونيكس للحصول على مزيد من مسؤولية التطوير ويعتقدون أن هذا سيكون خطوة أفضل لكلا الشركتين.
تم إنشاء مسارات الملاحظات وحركات الفرقة على المسرح وإضاءة المسرح ومزامنة التأثير بواسطة نفس فريق المطورين الذين كانوا جميعًا موسيقيين ولديهم خبرة سابقة في تتبع الملاحظات إما من ألعاب الفيديو الموسيقية الأخرى أو من تتبع ميدي. تم تطوير مسارات النوتة من خلال وضع الملاحظات في الوقت المناسب مع الأغنية؛ بالنسبة للأقسام التي تحتوي على أجزاء يصعب تتبعها داخل محرك اللعبة، فقد اختاروا استخدام تسلسلات من النغمات التي تبدو مطابقة للموسيقى ولكنها لا تزال قابلة للتشغيل. تم وضع Hammer-ons and pull-offs ("HOPOs") لألعاب غيتار هيرو السابقة تلقائيًا بواسطة البرنامج؛ في هذا التكرار، تم تصميم المحرك للسماح بوضع HOPO يدويًا لتسهيل إنشاء تأثيرات معينة في الأغاني، مثل الانحناءات [الإنجليزية] المستمرة للأوتار. تم اختيار الرسوم المتحركة للشخصيات من بين العديد من المتاح من قبل فريق الرسوم المتحركة، في حين تم اختيار إضاءة المسرح والتأثيرات لتقليد تلك المستخدمة في العروض الحية من يوتيوب أو من مظاهر الحفلة الموسيقية. توصل فريق منفصل إلى مفاهيم المراحل والساحات المختلفة في اللعبة. أراد الفريق الحفاظ على نفس الأسلوب الفني مثل ألعاب غيتار هيرو السابقة ولكن أضاف «شرارة معينة» لتحسين التصميمات السابقة. بمجرد طرح فكرة المرحلة، سعى الفريق للحصول على مراجع مرئية من مراحل حقيقية للتوسع فيها، وتم إعداد رسم ثنائي الأبعاد للمرحلة المتصورة للمراجعة والبقاء هدفًا ثابتًا لتصميم المرحلة. من ذلك، تم إنشاء نسخة ثلاثية الأبعاد «منبثقة» للمسرح، وتمت إضافة عناصر من مفهوم الفن ثنائي الأبعاد لتحديد المكان المناسب لزخارف المجموعة. عمل هذا الفريق مع قسم الرسوم المتحركة لوضع أعضاء الفرقة وإضاءة المسرح وتأثيرات أخرى في اللعبة قبل اكتمال الإصدار ثلاثي الأبعاد النهائي من المسرح. تضمنت المراحل النهائية عدة عناصر متحركة للمساعدة في إعادة إحياء المسرح.
بالنسبة لشخصيات اللعبة، كان المطورون يعتزمون الحفاظ على المظهر الكوميدي من الألعاب السابقة، لكنهم قرروا تحديث مظهرهم بمواد وأنسجة واقعية للاستفادة من المستوى الأكثر قوة من إمكانيات الرسومات لوحدات تحكم الجيل السابع. قام المصممون أولاً برسم رسومات شخصية لتحديد مظهر وملابس الشخصيات، وإنشاء مظهر رئيسي وبديل لكل شخصية، والتي تم تحويلها بعد ذلك إلى عمل فني مرجعي. بعد ذلك، تم إنشاء شبكات منخفضة المستوى [الإنجليزية] لكل شخصية، مع إضافة التفاصيل باستخدام زد برش، مما أدى إلى ظهور شخصيات، قبل تصغيرها لبيئة اللعبة، تحتوي على أكثر من ستة ملايين مضلع [الإنجليزية]. تمت إضافة نسيج الأرائك وتظليل البكسل باستخدام عمل الفريق السابق على مشروع توني هوك 8 لتتناسب مع أسلوب ألعاب غيتار هيرو السابقة. على عكس ألعاب توني هوك، تم منح كل شخصية في اللعبة هيكلاً فريدًا لمطابقة الاختلافات في الأحجام والأشكال، مما يسمح لرسامي الرسوم المتحركة بإنشاء حركات فريدة لشخصيات فردية. يقدم غيتار هيرو 3: اساطير الروك ثلاث شخصيات جديدة على غرار موسيقيين حقيقيين. سلاش وتوم موريلو وبريت مايكلز، كل منهم يؤدي أغنية واحدة أو أكثر من تسجيلاته السابقة. تم إحضار الثلاثة إلى اللعبة باستخدام التقاط الحركة من شركة تحليل الحركة.

## التسجيلات الصوتية
تحتوي لعبة غيتار هيرو 3: اساطير الروك على 73 أغنية قابلة للعب؛ 42 جزء من قائمة الأغاني الرئيسية، و 6 حصرية لوضع Co-Op Career، و 25 هي مسارات إضافية. في المجموع، 54 من أغاني اللعبة هي تسجيلات رئيسية. بالإضافة إلى ذلك، يتضمن الوضع الوظيفي ثلاث معارك على الغيتار، واحدة ضد كل رئيس: سلاش و توم موريلو و لو ديفيل. كتب كل من سلاش و موريلو وتسجيل موسيقى المعركة الأصلية للعبة. يلعب عازفو الغيتارستيف أويميت [الإنجليزية] وإد ديجينارو وجيف تايسون دور لو ديفيل في المعركة النهائية، وأعادوا تسجيل نسخة الغيتار المعدني من "ذهب الشيطان إلى جورجيا [الإنجليزية]" لهذا الغرض. تتضمن الموسيقى التصويرية أغانٍ مثل «اصبغها باللون الأسود» لـ ذا رولينج ستونز، و "صخرة الكروب [الإنجليزية]" لـ ذا سماشينغ بامبكنز، و " التخريب [الإنجليزية] " لـ بيستي بويز، و " المعدن [الإنجليزية] "للمغني تينيكيس دي [الإنجليزية]، و " اسمي جوناس [الإنجليزية] " لـ ويزر، " الروك آند رول أول نايت [الإنجليزية] "بقلم كيس،«سكولز أوت» لأليس كوبر،" توك ديرتي تو مي [الإنجليزية] "من بويزن [الإنجليزية]،" سلو رايد [الإنجليزية] " فوجات [الإنجليزية]،" باراكودا [الإنجليزية] " لـ هارت، و«داون إن ديريتي»من لا سلاوم لوردز. كما أنها تتميز بإعادة تسجيلات " فوضى في المملكة المتحدة [الإنجليزية] " بواسطة سيكس بيستلس و " عبادة الشخصية [الإنجليزية] " بواسطة لايفينج كولور [الإنجليزية] خصيصًا لـ غيتار هيرو 3: اساطير الروك، حيث تعذر العثور على المسارات الرئيسية الأصلية. هذه اللعبة هي الثانية في السلسلة التي تتميز بمسار إضافي (الحجر الوردي [الإنجليزية] "انها تدق الطبول [الإنجليزية]") وهو ليس تسجيلًا أصليًا. الأول هو إعادة إنتاج «درينك أب» الذي يؤديه أونسي أوف سيلف على غيتار هيرو 2.
تدعم اللعبة أيضًا المسارات القابلة للتنزيل لإصدارات أكس بوكس 360 و بلاي ستيشن 3 ؛ تتوفر العديد من الأغاني وحزم الأغاني المجانية والقابلة للتنزيل في كل من إكس بوكس ستور بلاي ستيشن ستور. في يوليو 2008، أعلنت أكتفيجن أنها ستطلق محتوى قابل للتنزيل لجهاز وي في الربع الأول من عام 2008، ولكن في النهاية لم تتمكن من القيام بذلك بسبب القيود المفروضة على تخزين ذاكرة وي الداخلية، وهي مشكلة تم التغلب عليها في التكملة، جولة غيتار هيرو العالمية [الإنجليزية]. عندما أصدرت فرقة الروك ميتاليكا ألبومها داث ماغنتيك في 12 سبتمبر 2008، تم إتاحته أيضًا كحزمة أغانٍ قابلة للتنزيل لـ غيتار هيرو 3: اساطير الروك و جولة غيتار هيرو العالمية و 2009 العرضية غيتار هيرو ميتاليكا [الإنجليزية]. بالإضافة إلى ذلك، تقدم الموسيقى التصويرية للقرص المضغوط للعبة رمزًا يستخدم لاسترداد ثلاثة مسارات حصرية قابلة للتشغيل على إكس بوكس ستور.

## النشر
إعلان أكتفيجن الأصلي عن غيتار هيرو 3: اساطير الروك أشار إلى إصدار مخطط له في السنة المالية 2008، التي تنتهي في 31 مارس 2008. أوضح ريدأوكتين لاحقًا إصدارًا في الربع الأخير من عام 2007، وكشف أيضًا أن جميع إصدارات اللعبة ستحتوي على وحدات تحكم لاسلكية بالإضافة إلى محتوى متعدد اللاعبين عبر الإنترنت ومحتوى قابل للتنزيل. تم الإعلان عن اللعبة رسميًا بواسطة أكتفيجن و ريدأوكتين في 23 مايو 2007 لأجهزة بلاي ستيشن 2 و بلاي ستيشن 3 و وي و أكس بوكس 360. قامت بودكات كريشنز بنقل اللعبة إلى بلاي ستيشن 2، وقام فكيريوس فيجينز بنقلها إلى وي. في سبتمبر 2007، أعلنت أسباير أنها ستنشر  غيتار هيرو 3: اساطير الروك لمنافذ مايكروسوفت ويندوز و ماك. عروض توضيحية لـ  غيتار هيرو 3: اساطير الروك ظهرت في أرض إثبات توني هوك [الإنجليزية] لجهاز أكس بوكس 360 في إكس بوكس ستور، ومن الإنترنت كصورة ISO [الإنجليزية]. يضم العرض التوضيحي خمس أغانٍ (" هيلو ماستر [الإنجليزية] " و " روك كنت مثل إعصار [الإنجليزية] " و " حتى التدفق [الإنجليزية] " و " افعل أفضل ما تستطيع [الإنجليزية] " و "المعدن [الإنجليزية]") تم عزفها في موقع جولة روك الصحراء. عند الشحن، لم تقدم اللعبة وضع Co-Op Quickplay في وضع عدم الاتصال، وهي ميزة تم تضمينها في غيتار هيرو 2. تمت إضافة هذا الوضع إلى إصدارات أكس بوكس 360 و بلاي ستيشن 3 عبر تصحيح.
أطلقت  أكتفيجن على غيتار هيرو 3: اساطير الروك «أكبر إطلاق منتج على الإطلاق»، حيث بيعت منه أكثر من 1.4 مليون نسخة، وحققت أكثر من 100 مليون دولار في الأسبوع الأول من إطلاقها في أمريكا الشمالية ؛   تم بيع 1.9 مليون نسخة أخرى في الشهر التالي. بعد ذلك، كانت الشركة قلقة من عدم تمكنها من تلبية طلب اللعبة لموسم العطلات لعام 2007. اعتبارًا من 15 يوليو 2008، باعت اللعبة أكثر من ثمانية ملايين نسخة. خلال الأشهر السبعة الأولى من عام 2008، باعت اللعبة 3.037 مليون وحدة في الولايات المتحدة، و 412000 في المملكة المتحدة، و 26000 في اليابان، ليصبح المجموع 3.475 مليون وحدة، وفقًا لمجموعة أن بي دي [الإنجليزية]، و جي أف كاي شارت تراك [الإنجليزية]، و إنتربرين [الإنجليزية]. تم بيع أكثر من مليوني نسخة من اللعبة لمنصة وي، مما يجعلها عنوان الطرف الثالث الأكثر مبيعًا للمنصة. تجاوزت مبيعات الألعاب خلال أول 12 شهرًا بعد إصدار اللعبة 750 مليون دولار. في معرض الإلكترونيات الاستهلاكية لعام 2009، صرح مايك جريفيث، الرئيس التنفيذي لشركة أكتفيجن، أن غيتار هيرو 3: اساطير الروك هي أول لعبة فيديو للبيع بالتجزئة تتجاوز مبيعاتها المليار دولار.  وفقًا للبيانات المتراكمة من مجموعة أن بي دي [الإنجليزية] في يناير 2010، فإن غيتار هيرو 3 هي ثاني أفضل لعبة فيديو مبيعًا في الولايات المتحدة منذ عام 1995، بعد وي بلاي. في مارس 2011، أصبح العنوان اللعبة الأكثر مبيعًا حيث بلغت مبيعاتها 830.9 مليون دولار.

### الاستقبال
غيتار هيرو 3: اساطير الروك تلقت إشادة من النقاد والمعجبين، على الرغم من أنها سجلت درجات أقل من سابقاتها في مجمع المراجعة ميتاكريتيك. حظيت وحدة التحكم لس بول [الإنجليزية] المضمنة في النسخة المجمعة للعبة بثناء خاص. غيم سباي، في مراجعة لإصدارات وحدة التحكم الأربعة، بمراجعة وحدات التحكم الجديدة بشكل إيجابي، ووصف غيتار وي بأنه أفضل جهاز طرفي للغيتار رأوه، مشيدًا بخيار الاهتزاز.
انتقدت العديد من المراجعات التغييرات التي تم إجراؤها على غيتار هيرو 3: اساطير الروك مقارنة بالألعاب السابقة في سلسلة غيتار هيرو. اعتبرت مراجعة IGN لإصدارات أكس بوكس 360 و بلاي ستيشن 3 اللعبة «جهدًا آمنًا جدًا» من نيفروسوفت، ولم تفعل الكثير لتغيير اللعبة نظرًا لأنها المرة الأولى التي يعملون فيها على المسلسل. كما انتقدوا عدم وجود شخصيات قابلة للتخصيص. وصفت مراجعة IGN لإصدار وي عرض اللعبة واتجاهها الفني على أنه شعور «بالقوة»، ونتيجة لذلك، أقل جاذبية من الناحية المرئية من الأقساط السابقة. انتقدت جيمسباي بعض تعديلات صعوبة اللعبة، مشيرة إلى أن «المتوسط يبدو ببساطة وكأنه صعب ناقص الزر البرتقالي»، وأن عبارات ستار بور كانت طويلة جدًا، حيث قارنت اللعبة بشكل عام بـ «تجربة بالنار» على عكس الألعاب السابقة في السلسلة. كانوا ينتقدون نهج الدونجل المستخدم في وحدات التحكم في بلاي ستيشن 3، والفشل في الدعم عبر الإنترنت لإصدار بلاي ستيشن 3. وذكروا أيضًا أن إصدار بلاي ستيشن 2 تلقى «النهاية القصيرة للعصا» بسبب نقص اللعب عبر الإنترنت. انتقدت جيم سبوت اللعبة بسبب «جرعتها الكبيرة من الإعلانات داخل اللعبة». كما انتقدت مجلة أكس بوكس الرسمية اللعبة لكونها «تنافسية للغاية»، وهو جانب لم يتم العثور عليه بسهولة في الألعاب السابقة. تم انتقاد إصدار الكمبيوتر الشخصي بسبب متطلبات النظام العالية، ومشاكل التأخير والتباطؤ حتى في الأنظمة المتطورة.

### سجل غينيس العالمي
اعترافًا بشعبية اللعبة، أنشأت موسوعة غينيس للأرقام القياسية فئة لأعلى الدرجات لأغنية فردية على غيتار هيرو 3: اساطير الروك في إصدار جيمر، باستخدام أغنية " Through the Fire and Flames "، والتي تمت الإشارة إليها على أنها أصعب أغنية في اللعبة. تم تداول الرقم القياسي ذهابًا وإيابًا بين كريس تشيك، الذي فاز أيضًا ببطولة بلاي أن تريد [الإنجليزية] ناشونال غيتار هيرو 3 لعام 2008، وداني جونسون، حامل الرقم القياسي الحالي. أكمل كل من شيكي و جونثون الأغنية دون أن يفوتوا أي ملاحظة، لتوثيق أدائهم على يوتيوب، على الرغم من أن كل من شيكي و جونثون قد حققوا 100% من الملاحظات في حدث رسمي أدى إلى تحطيم الرقم القياسي العالمي الصعب.

### دعاوي قضائية
في نوفمبر 2010، رفع أكسل روز دعوى قضائية ضد أكتيفجن مقابل 20 مليون دولار لإساءة استخدام موسيقى غنز آن روزز وموسيقييها (على وجه التحديد سلاش) في غيتار هيرو 3. في الدعوى القضائية، يدعي روز أنه عندما علم أن شخصية تشبه سلاش وأغاني فيلفيت ربفولفر سيتم تضمينها في غيتار هيرو 2، رفض السماح لـ أكتيفجن باستخدام «مرحبًا بك في الغابة» داخل غيتار هيرو 3، ولا الصور الترويجية من سلاش الذي تم إنشاؤه بالفعل. وفقًا لادعاءات روز، ذكرت أكتيفجن أنه سيتم استخدام هذه المواد فقط كمواد ترويجية لعرض تجاري، ولكن انتهى الأمر باستخدامها داخل اللعبة. علاوة على ذلك، تؤكد روز أن  أكتيفجن قد استخدمت " Sweet Child o 'Mine "، التي تم ترخيصها فقط للاستخدام على غيتار هيرو 2، للمواد الترويجية داخل غيتار هيرو 3. سمح قاضي القضية بالمضي قدما في المحاكمة بعد جلسة استماع أولية في مارس / آذار 2011. كان من المتوقع أن تبدأ المحاكمة أمام هيئة المحلفين في مايو 2012. في جلسات الاستماع الأولية في أغسطس 2012، رفض القاضي دعوى احتيال قدمتها روز، معتبراً أن الأمر استغرق ثلاث سنوات لروز وناشره Black Frog Music لتقديم هذه المطالبات بعد إصدار اللعبة، وهي فترة طويلة للغاية لمثل هذا الادعاء. حافظ القاضي على احتمالية خرق حجة العقد، مما جعل المحاكمة أمام هيئة محلفين من المرجح أن تحدث في أوائل عام 2013. في يناير وفبراير 2013، رفض القاضي القضية، وأشار إلى أن تأخر رفع الدعوى، حوالي ثلاث سنوات منذ إطلاق اللعبة، أعطاه أسبابًا لرفض الدعوى، رغم أن روز ذكر أن التأخير كان مستحقًا إلى الوعود التي قطعتها أكتيفجن في لعبة Guns N 'Roses كتعويض عن انتهاك شروط العقد.

## مشاكل تقنية
على الرغم من الإعلان عن إصدار وي من اللعبة على أنه يدعم دولبي برو لوجيك [الإنجليزية]، فقد أبلغ اللاعبون أن اللعبة ستخرج صوتًا في دولبي برو لوجيك [الإنجليزية] وليس ستيريو، مما يوفر صوتًا أحاديًا [الإنجليزية] فقط. عرضت أكتيفجن قرصًا مجانيًا بديلًا للعبة مُعاد تصميمه يعمل على تصحيح هذه المشكلة لإصدارات أمريكا الشمالية وأوروبا. في وقت لاحق، قامت أكتيفجن بتوسيع برنامج الاستبدال ليشمل استردادًا كاملاً لسعر شراء اللعبة كبديل للحصول على قرص بديل. تمت تسوية دعوى قضائية جماعية بشأن مشكلة الصوت الأحادي خارج المحكمة، ووافقت أكتيفجن على شحن لوحات الوجه المجانية لوحدة تحكم الغيتار ليه بول إلى أولئك الذين طلبوا قرصًا بديلاً. بالإضافة إلى ذلك، خلال الأيام القليلة الأولى من إصدار اللعبة، واجه اللاعبون صعوبات في تحميل نتائجهم على موقع غيتار هيرو الرسمي. وعزا نيفيرسوفت المشكلة إلى «كثرة حركة المرور».